# Lenta (entreprise)
Pour les articles homonymes, voir Lenta (homonymie).
Lenta est une entreprise russe de grande distribution. Elle est fondée en 1993 à Saint-Pétersbourg.